# Фінінью Вінісіус Апаресіду
Вінісіус Апаресіду Перейра де Сантана Кампос (порт. Vinicius Aparecido Pereira de Santana Campos; *3 листопада 1983, Сан-Паулу), відоміший як Фінінью (порт. Fininho) — бразильський футболіст.

## Біографія
Вихованець бразильського клубу «Корінтіанс». Виступав за «Жувентуде», на початку 2006 року був відданий в оренду в «Фігейренсе» з Флоріанополіса, де став чемпіоном штату Санта-Катаріна 2006.
Згодом був куплений московським «Локомотивом», де виступав близько трьох років. У складі клубу став бронзовим призером чемпіонату Росії 2006 і володарем Кубка Росії сезону 2006/07.
У серпні 2009 року у Фініньо закінчився контракт з «Локомотивом», і він повернувся до Бразилії, де виступав за клуб «Спорт Ресіфі».
У 2010 році перейшов до харківського «Металіста» і взяв 15 номер.

## Титули і досягнення
- Володар Кубка Росії (1):

«Локомотив» (Москва): 2006-07